# 埃查德二世 (東菲士蘭)
埃查德二世（德語：Edzard II.，1532年6月24日—1599年3月1日），東菲士蘭伯爵，埃諾二世的長子，1561年至1599年在位。

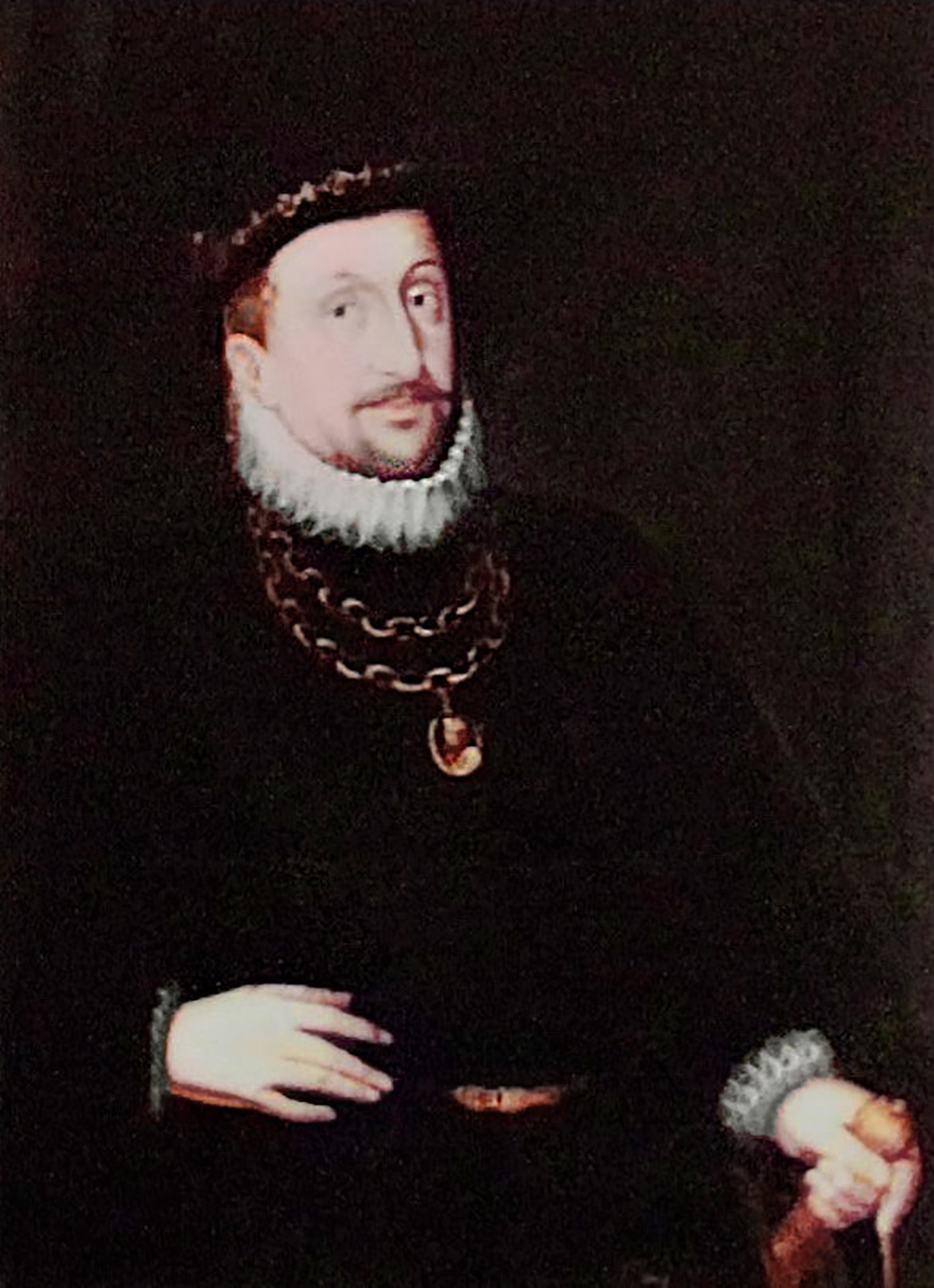

## 家庭
1559年，埃查德二世與瑞典國王古斯塔夫·瓦萨的女兒卡塔琳娜·瓦萨結婚，兩人共有3子3女：
1. 瑪格麗塔（1560年—1588年）
2. 安娜（1562年—1621年），普法爾茨選侯夫人
3. 埃諾三世（1563年—1625年）
4. 約翰三世（英语：John III of Rietberg）（1566年—1625年）
5. 克里斯托夫（英语：Christopher of East Frisia）（1569年—1636年）
6. 瑪麗亞（法语：Marie de Frise orientale）（1582年—1616年），不倫瑞克-丹嫩貝格公爵夫人